# Бзырин, Иван Васильевич
Иван Васильевич Бзырин (24 августа (6 сентября) 1908, Уголки, Московская губерния — 31 июля 1944, Ораны, Литовская ССР) — деятель советских спецслужб, в 1938―1942 годах ― начальник Управления НКВД по Чкаловской области. Делегат XVIII съезда ВКП(б).

## Биография
Родился 24 августа (6 сентября) 1908 года в деревне Уголках Московской губернии в семье крестьянина–середняка Василия Панкратовича Бзырина и его жены Анны Петровны, крещён 30 августа. Окончил школу–семилетку в селе Хотьково в 1924 году и один класс профессионально-технической школы при при фабрике «Трёхгорная мануфактура» (1926). До ноября 1930 года работал на фабрике раздельщиком, затем учётчиком. Член ВКП(б) с 1932 года.
В ноябре 1930 года призван в ряды Рабоче-крестьянской Красной армии. Окончил в 1931 году полковую школу младших командиров 3-го стрелкового полка (Московский военный округ). Служил помощником командира взвода Отдельного учебного сводного отряда Высшей стрелковой школы РККА. В 1932 году окончил курсы усовершенствования комсостава механизированных войск МВО. С июня 1932 года ― командир танка механизированного полка Академии моторизации и механизации РККА имени Сталина. В 1935―1938 годах проходил обучение в Военно-политической школе РККА Ленинградского военного округа.
В органах НКВД СССР с июня 1938 года: сотрудник Центрального архива НКВД СССР (июнь—сентябрь 1938), оперативный уполномоченный IV-го отдела ГУГБ НКВД СССР (сентябрь―декабрь 1938), начальник Управления НКВД/НКГБ по Чкаловской области (сентябрь 1938 — август 1942). Делегат XVIII съезда ВКП(б).
Участник Великой Отечественной войны с октября 1942 года в должности начальника особого отдела 14-й армии. С 1943 года — начальник управления контрразведки «СМЕРШ» 31-й армии.
30 июля 1944 года тяжело ранен в грудь. Умер от ран в хирургическом полевом подвижном госпитале № 672 31 июля 1944 года. Похоронен на кладбище советских воинов в городе Друскининкай (Литва).

## Награды
- Орден Отечественной войны II степени (07.08.1944).
- Орден Красной Звезды (28.10.1943).
- Орден «Знак Почёта» (26.04.1940).
- Медаль «За трудовую доблесть».

## Воинские звания
- младший лейтенант государственной безопасности (25.09.1938).
- капитан государственной безопасности (21.02.1939, минуя промежуточные звания).
- подполковник государственной безопасности (11.02.1943).
- Полковник государственной безопасности (26.05.1943).